# Socket 940
L' Socket 940  és un tipus de sòcol de CPU amb el mateix Patilles que el Socket AM2, però més antic, i no té suport per memòria DDR2 SDRAM. Cal destacar que aquest no és compatible amb processadors per AM2, a causa de la seva tecnologia. Aquest, en canvi suporta memòria DDR SDRAM i processadors com l'Opteron i l'Athlon 64FX. Ve a substituir el socket 939.